# بشیر همفریس
بشیر همفریس (انگلیسی: Bashir Humphreys؛ زادهٔ ۱۵ مارس ۲۰۰۳) بازیکن فوتبال اهل بریتانیا است.
از باشگاه‌هایی که در آن بازی کرده است می‌توان به باشگاه فوتبال پادربورن اشاره کرد.
وی همچنین در تیم‌های ملی فوتبال زیر ۱۶ سال و زیر ۱۹ سال انگلستان بازی کرده است.